# Donatello (cantante)
Donatello, pseudonimo di Giuliano Illiani (Tortona, 11 settembre 1947), è un cantante italiano.

## Biografia
Giuliano Illiani, in arte Donatello, è un cantante, autore e strumentista nato a Tortona, in Provincia di Alessandria.
I suoi inizi come musicista risalgono ai primi anni '60, quando ancora ragazzino, fonda come tastierista e cantante il complesso The Wanted (formazione: Giuliano Illiani, voce e organo/pianola, Alfio Fumi alla chitarra solista, Luigi Betassa alla chitarra ritmica, Rino Carrozza, detto "il Pà", alla batteria) con cui batte le piazze del Tortonese, dell'Astigiano e del Vigevanese con un repertorio che va sempre più attestandosi verso tendenze beat, e sui modelli proposti da gruppi inglesi quali i the Beatles e i the Kinks, nonché di lingua italiana quali gli Equipe 84 e i Rokes. Nel contempo si dedica anche allo studio della chitarra.
Nel 1968 partecipa ad una selezione per la formazione del complesso di Gianni Morandi (scherzosamente chiamati dallo stesso "I Berzega", termine acquisito da Morandi durante la Naja a Pavia). Vi si attesta in qualità di chitarrista (al basso Piero Leidi, alle tastiere Enrico Riccardi, alla batteria Osvaldo Colombino). Con Morandi rimane fino alla fine del '69, partecipando anche ad una tournée in America. In quella occasione incontrerà Armida Stivala, una ragazza italo-americana che sposerà nel '71 a Firenze.
Nel 1969 firma un contratto discografico con la Ricordi, che pubblica i suoi primi 45 giri. Fra questi, la sua prima incisione gli procura la prima apparizione televisiva al Festival di Sanremo del 1970, dove propone in coppia con i Dik Dik una sua composizione "Io mi fermo qui" per il testo di Luigi Albertelli. Il pezzo è firmato da Enrico Riccardi per la parte musicale in quanto Giuliano Illiani (che in questa occasione assume per la prima volta il nome d'arte di Donatello) non è ancora iscritto alla SIAE.
Sempre nello stesso anno vince la Gondola d'Argento alla Mostra Internazionale di Musica Leggera di Venezia con quello che potrebbe essere considerato (in lizza con "Io mi fermo qui") il suo 45 giri di maggior successo, Malattia d'amore, prodotto e arrangiato da Maurizio Vandelli, che arriva al primo posto della hit-parade. Nel periodo della produzione di Vandelli partecipa come chitarrista all'incisione dell'album ID degli Equipe 84, nonché a parecchie incisioni dei Dik Dik (anche loro prodotti da Vandelli). Donatello forma il suo gruppo per i concerti con al basso Piero Leidi, all'organo Hammond Tino Nicorelli ed alla batteria Tanino Castellani (ex componente dei The Beathovens). Un secondo chitarrista, Claudio Dentes, si aggiungerà in seguito, dopo il 1973. Quest'ultimo negli anni successivi conseguirà un'ottima carriera anche come produttore con Elio e le Storie Tese, fra le sue più riconosciute.
Quindi Donatello dal 1970 al 1973 partecipa a tutte le edizioni del Festival di Sanremo: nel 1970 con Io mi fermo qui, nel 1971 con Com'è dolce la sera, nel 1972 con Ti voglio e nel 1973 con Tu giovane amore mio.
Inoltre nel 1973 consegue un'esperienza cinematografica come attore protagonista in Diario di un italiano di Sergio Capogna (tratto da un racconto di Vasco Pratolini), interpretato da Alida Valli e da una giovanissima Mara Venier; per questo film Donatello scrive anche la colonna sonora.
Nel 1974, dopo una collaborazione con il gruppo Alberomotore per i quali suona nell'album Il grande gioco, partecipa ad Un disco per l'estate con la canzone Irenè, scritta da Ricky Gianco, Gian Pieretti e Claudio Dentes. Dopo questa ultima incisione per la Ricordi, approda quindi alla casa discografica Intingo, gestita da Ricky Gianco; in questa occasione si dedica ad un nuovo genere, coltivato ascoltando ed avvicinandosi alla West Coast statunitense con l'album Il tempo degli dei, di cui ha composto le musiche, e dei quali testi sono di Gianfranco Manfredi. Per Manfredi, Illiani scrive anche alcune musiche (nei dischi Ma non è una malattia e Zombie di tutto il mondo, unitevi) e collabora agli arrangiamenti.
Nel 1978 passa alla Moon, la casa discografica di Maurizio Vandelli, con la quale incide un album acustico dal titolo A mio nonno ambulante, che recupera brani e composizioni in linea con la tradizione popolare, assimilati nel corso della sua collaborazione con il gruppo folk Canzoniere Popolare Tortonese: questo connubio fruttò l'incisione e la produzione di due cassette, Cantà par no murì (1977) e E ben ch'u vena mag (1978), in cui oltre a prestare la voce suona chitarra, fisarmonica, mandolino e flauto dolce.
Torna poi a collaborare con Ricky Gianco, anche in una tournée teatrale in duo.
Nel decennio successivo opera alla Baby Records come sound/music maker, collaborando anche con Le Orme in occasione della loro ultima partecipazione Sanremese.
Negli anni '90 ha ripreso i concerti come Donatello reinterpretando i suoi successi insieme al nuovo repertorio, partecipando anche a numerosi programmi televisivi di revival, tra cui si ricorda la partecipazione a Una rotonda sul mare (programma televisivo) nel 1990 con il brano Malattia d'amore.
Nel 2013 incide, insieme a Gian Pieretti e a Paki Canzi (il fondatore e cantante de I Nuovi Angeli) con la denominazione SOS, la canzone Gaia, scritta dal cantautore Enzo Maolucci per il testo e da Marco Bonino per la musica. I tre avevano già collaborato in precedenza, realizzando nel 2009 lo spettacolo Beat Generation (con gli attori Duilio Martina, Renato Converso e Jessica Resteghini) in cui proponevano i successi del periodo beat alternati a letture di brani di Allen Ginsberg e Jack Kerouac.
Il 19 luglio 2023, ha partecipato al concerto-evento che il Comune di Genova ha organizzato per festeggiare i 60 anni di carriera di Michele nel parco di Villa Rossi a Sestri Ponente a cui hanno partecipato numerosi artisti, tra cui molti della scena genovese, come la band di Roberto Morselli, Franca Lai, Vladimiro Zullo, Matteo Merli, La Squadra di Genova, Aldo De Scalzi, Dino, Gian Pieretti, Oscar Prudente e Nicole Magolie.
Donatello ha anche inciso l'inno della squadra di calcio della sua città, il Derthona.
Il 28 gennaio 2024 è ospite del programma Domenica in condotto da Mara Venier e canta il brano "Io mi fermo qui".

## Discografia

### 33 giri
- 1970 - Donatello (Dischi Ricordi, SMRL 6076)
- 1975 - Il tempo degli dei (Intingo, ITGL 14004)
- 1978 - A mio nonno ambulante (Moon, inciso come Giuliano Illiani)

### 45 giri
- 1970 - Io mi fermo qui/Sempre, è così (Dischi Ricordi, SRL 10.584)
- 1970 - 100 volte lei/Quaggiù in città (Dischi Ricordi, SRL 10.598)
- 9 settembre 1970 - Malattia d'amore/Storia di un fiore (Dischi Ricordi, SRL 10.609)
- 1970 - Tu giovane amore mio/Com'è grande la mia casa (Dischi Ricordi, SRL 10.620)
- 1971 - Com'è dolce la sera/La vuoi? (Dischi Ricordi, SRL 10.632)
- 26 maggio 1971 - Principio e fine/Alice è cambiata (Dischi Ricordi, SRL 10.649)
- 6 settembre 1971 - Anima mia/Occhi di foglia (Dischi Ricordi, SRL 10.652)
- 9 febbraio 1972 - Ti voglio/Prova tu (Dischi Ricordi, SRL 10.662)
- 1972 - Gira gira sole/On the road (Dischi Ricordi, SRL 10.674)
- 4 aprile 1974 - Irenè/Come un Rollim Ston (Dischi Ricordi, SRL 10.722)
- 1975 - Michelle (Tu te ne vai)/Uomo di città (Intingo, ITG 404)
- 1976 - Un uomo in più/Sogno (Intingo, ITG 409)

### Compilation
- 1996 - Il Meglio  (DV More, CD DV 5967)
- 1997 - Io Mi Fermo Qui (Pull, FCD 2137)
- 1997 - Donatello (Harmony, 74321 51437-2)

## Filmografia
- 1973 - Diario di un italiano
- 1979 - Liquirizia (film)